# Augusto Paredes
Augusto Paredes, född 1952 i Santiago de Chile, är en svensk målare och grafiker.
På grund av politiska omständigheter var han tvungen att lämna sitt hemland Chile och var därför bosatt i Sverige från 1974. Under denna period skolade han sig i måleri inom konstnärsgruppen "Ingens hundar". Efter sex år i Zaragoza i Spanien återvände han till Sverige och Visby. Han arbetar främst med oljemåleri men har även tillbringat långa perioder på Konstnärernas Kollektivverkstad (KKV) och då arbetat med koppargrafik och emaljer. På senare år har experimenterat med interaktiva verk.
Han är representerad i Statens konstråd, Östergötlands läns landsting samt diverse statliga, kommunala och privata samlingar.

## Separatutställningar
- Galleri Futura. Stockholm. 1986-89
- Huddinge Konsthall. Sverige. 1982
- Galleri Art Center. Göteborg 1989
- Galleri de Nesle. Paris 1985
- Galleri Latina. Stockholm 1979
- Ekeby Kvarn Art Space - Uppsala 2000
- Agrupacion Artistisca Aragonesa -Zaragoza 2010

## Samlingsutställningar
- Galleri Futura. Stockholm. 1986-89
- Arboga Konsthall. - Sverige
- Gävle Slott. Gävle - Sverige
- Art en Parisis - Center Cult. Jaques Prevert- Paris[1]
- Galleri Attunda. Sverige
- Wadköpingshallen. Örebro. Sverige
- Arvika Konsthall. Suecia
- Södertälje konsthall. Sverige
- Galleri Heland. Sverige - Stockholm
- Jakobsberg Konsthall. Sverige
- Kalmar slott. Sverige
- Rinkeby konsthall

## Salonger
- Vårslaongen Liljevalchs. Stockholm 1982
- Salon des Independents - Grand Palais. Paris. 1985[2]
- Salon d'Automne - Grand Palais. Paris. 1985
- Konstnärernas höstslaongen. Kista Mässan Stockholm 2010.[3]